# Пик енд рол
„Пик енд рол“ (енгл. pick and roll), који се такође назива и „скрин енд рол“ (енгл. screen and roll), врста је нападачке акције у кошарци у којој играч поставља блок (пик) за свога саиграча који води лопту и затим се креће иза одбрамбеног играча (рол) да би прихватио додавање. Иако је једна од најпростијих нападачких акција у кошарци, готово да је незаменљива и најефикаснија акција.

## Поставка акције
Пик енд рол се обично изводи са нижим беком или плејом и вишим предњим нападачем или центром који поставља блок за свога саиграча са лоптом. 
Игра почиње тако што је бек или плејмејкер између нападача који води лопту и коша. Док бек мотри на нападача са лоптом, нападач се креће у правцу свога саиграча. Његов саиграч стаје на пут беку, и на тај начин га успорава. Бек је сада одвојен од нападача са лоптом и може да бира; или да покуша поново да ухвати нападача са лоптом, или да остане да чува играча који прави блок. Ако настави да чува нападача са лоптом, играч који је правио блок помера се паралелно са правцем у којем се креће његов саиграч који води лопту, односно у правцу коша, ротирајући тело и пивотирајући око ноге која стоји на паркету. Одбрамбени играч мора тада или да жури да затвори нападача са лоптом, или је ухваћен у клопку између два нападачка играча. Чак и ако се још један одбрамбени играч умеша у ову акцију, играч са лоптом, његов саиграч који му је правио блок, или обојица, имаће много више простора и слободе за кретање него раније.

## Циљ акције
Циљ овога је да се одбрамбени бек пребаци да чува играча са лоптом, тако да нападачки тим добије надмоћну предност под кошем. Нижи бек има предност у брзини над вишим одбрамбеним играчем, док виши центар има предност у висини над нижим беком. Пошто играч с лоптом може да бира, одбрамбени бек је принуђен или да му пружи шансу за шут или пас, или да се помери са своје позиције и тако отвори могућност другом нападачу за постизање коша. То се најчешће и догађа, односно најчешће је на добитку блокер који се обично нађе у позицији да прими додавање са чистим путем за закуцавање или неку другу врсту сигурног поготка (зицер). Ово је акција са великим шансама да се успут изнуди и лична грешка пошто се други одбрамбени играчи тада убацују у игру како би покушали да спрече пробој и постизање коша. У алтернативном случају ово може да доведе до тога да играч који води лопту моментално остане без бека и тако добија слободу или да дода лопту било којем отвореном саиграчу или да изведе “небрањени шут”.
Успех стратегије зависи највише од играча који води лопту, који треба да оцени ситуацију и хитро донесе одлуку, да ли ће да изведе шут, дода блокеру који изводи ролинг или дода лопту другом саиграчу. Блокер такође треба да препозна отворени простор на паркету и да буде спреман да прими додавање и заврши акцију.

## Остало
Варијације пик енд рола су „пик енд поп“ (енгл. pick and pop) или „пик енд фејд“ (енгл. pick and fade), где се блокер (или пик) намешта за отворени скок-шут, или „пик енд слип“ (енгл. pick and slip), где блокер симулира да прави блок пре него што склизне иза одбрамбеног играча да би примио додавање.
Најпознатији играчки пар који је изводио ову акцију је Карл Мелоун и Џон Стоктон.